# Cantonul Saint-Haon-le-Châtel
Cantonul Saint-Haon-le-Châtel este un canton din arondismentul Roanne, departamentul Loire, regiunea Rhône-Alpes, Franța.

## Comune
| Comune                   | Populație (1999) | Cod poștal | Cod INSEE |
| ------------------------ | ---------------- | ---------- | --------- |
| Ambierle                 | 1 811            | 42820      | 42003     |
| Arcon                    | 103              | 42370      | 42008     |
| Noailly                  | 735              | 42640      | 42157     |
| Les Noës                 | 151              | 42370      | 42158     |
| Renaison                 | 2 834            | 42370      | 42182     |
| Saint-Alban-les-Eaux     | 984              | 42370      | 42198     |
| Saint-André-d'Apchon     | 1 843            | 42370      | 42199     |
| Saint-Germain-Lespinasse | 1 145            | 42640      | 42231     |
| Saint-Haon-le-Châtel     | 571              | 42370      | 42232     |
| Saint-Haon-le-Vieux      | 860              | 42370      | 42233     |
| Saint-Rirand             | 141              | 42370      | 42281     |
| Saint-Romain-la-Motte    | 1 499            | 42640      | 42284     |